# Cheumatopsyche paracostalis
Cheumatopsyche paracostalis is een schietmot uit de familie van de Hydropsychidae. De soort komt voor in het Oriëntaals gebied.
De wetenschappelijke naam voor de soort werd voor het eerst geldig gepubliceerd in 2003 door Wolfram Mey.